# Università della Virginia
L'Università della Virginia (chiamata anche U.Va., UVA, Mr. Jefferson's University o The University) è un'università pubblica di ricerca che si trova a Charlottesville, in Virginia, ed è stata fondata da Thomas Jefferson. Concepita nel 1800, ed aperta nel 1819, è importante nella storia degli Stati Uniti per essere stata la prima ad offrire studi su materie ora comuni, quali architettura, astronomia e filosofia, nonché la prima a dividere scuola e chiesa. La sua scuola di Ingegneria e scienze applicate fu la prima scuola di ingegneria degli Stati Uniti d'America associata ad un'università. U.Va. venne inclusa ufficialmente in The Rector and Visitors of the University of Virginia.

## Storia

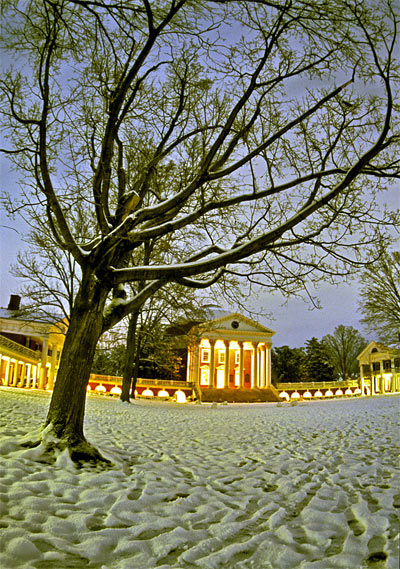
The Lawn in inverno, con tracce nella neve. Al centro si trova The Rotunda, che fu la biblioteca al centro del Villaggio Accademico ideato da Jefferson

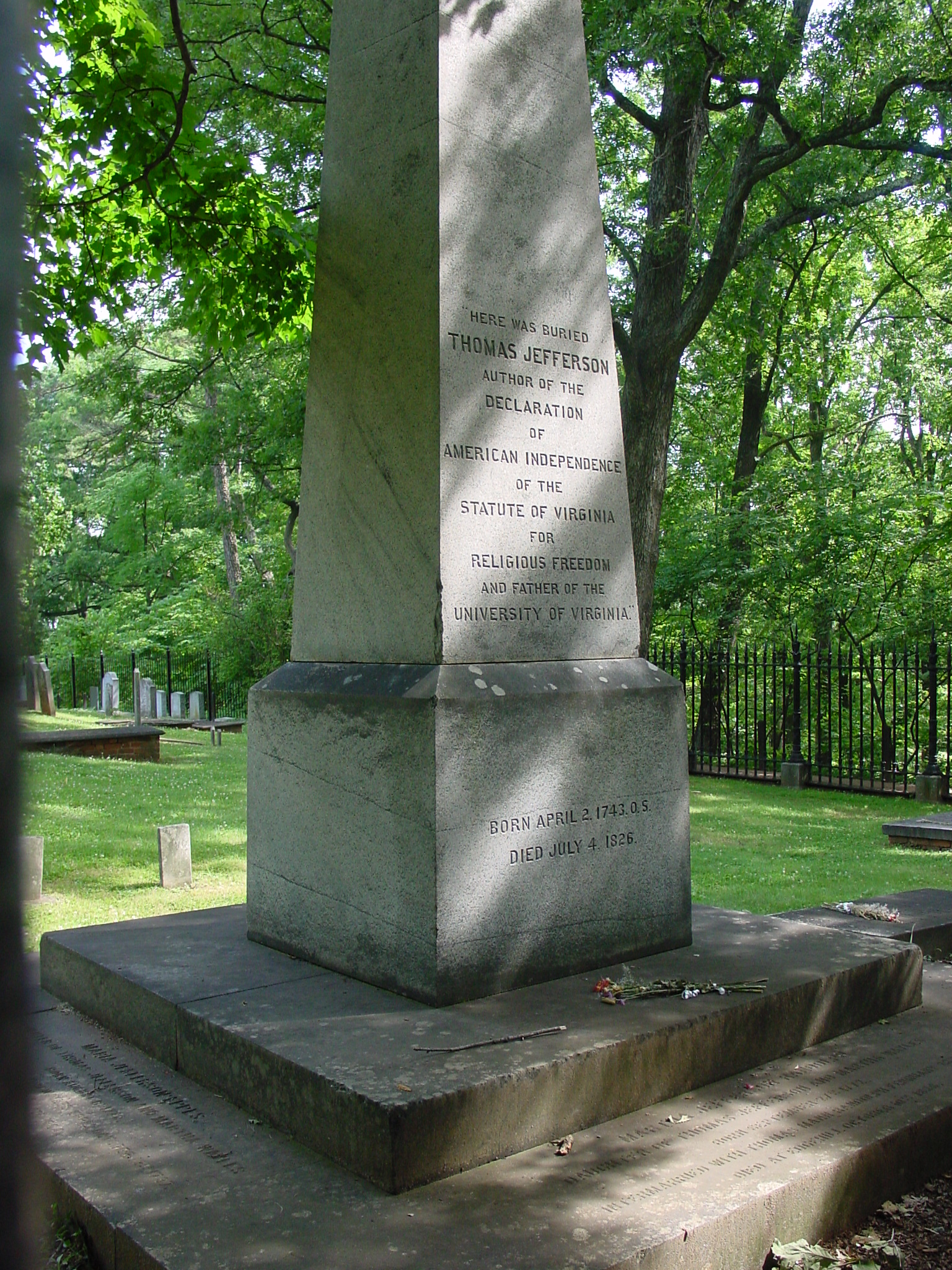
Tomba di Thomas Jefferson: l'iscrizione, come da lui voluto, recita Qui giace Thomas Jefferson, autore della Dichiarazione d'indipendenza degli Stati Uniti d'America, dello Statuto della Virginia per la libertà religiosa e padre dell'Università della Virginia.

Il 18 gennaio 1800 Thomas Jefferson accennò ai piani per la costituzione di un nuovo college in una lettera scritta allo scienziato britannico Joseph Priestley: "Vogliamo creare nello stato settentrionale della Virginia, al centro dello Stato, un'università che possa essere liberale e moderna, che sia patrocinata dal supporto pubblico, ed una tentazione per i giovani statunitensi che vogliano venirci per bere una tazza di conoscenza e fratellanza insieme a noi." Nel 1802, grazie alla carica di Presidente degli Stati Uniti d'America, Jefferson scrisse all'artista Charles Willson Peale che la sua idea di una nuova università vorrebbe essere "su scala più estesa e liberale di quello che si trovi attualmente" Nonostante la Virginia già ospitasse un'università, il College of William and Mary, Jefferson aveva perso fiducia nei suoi ideali, in parte a causa dei suoi pregiudizi religiosi, in parte per la mancanza di insegnamento scientifico.
L'università della Virginia si trova su un terreno acquistato nel 1788 da un veterano della Guerra d'indipendenza americana, James Monroe. Il terreno agricolo subito fuori da Charlottesville venne ceduto da Monroe alla Board of Visitors che lo trasformò nel Central College nel 1817. Sotto la guida di Jefferson, la scuola posò la prima pietra nel 1817 ed il Commonwealth della Virginia istituì la nuova università il 25 gennaio 1819.
In presenza di James Madison, La Fayette nominò Jefferson "padre" dell'Università della Virginia durante il banchetto inaugurale del 1824. La prima classe fu formata nel 1825. In quel periodo le altre università proponevano tre soli corsi di studio: medicina, legge e religione ma, sotto la guida di Jefferson, l'università fu la prima a disporre specializzazioni in astronomia, architettura, botanica, filosofia e scienze politiche. Jefferson spiegò: "Questa istituzione sarà basata sull'illimitabile libertà della mente umana. Partendo da qui potremo seguire la verità ovunque ci conduca, non tollerando errori poiché la ragione ci permetterà di combatterli".

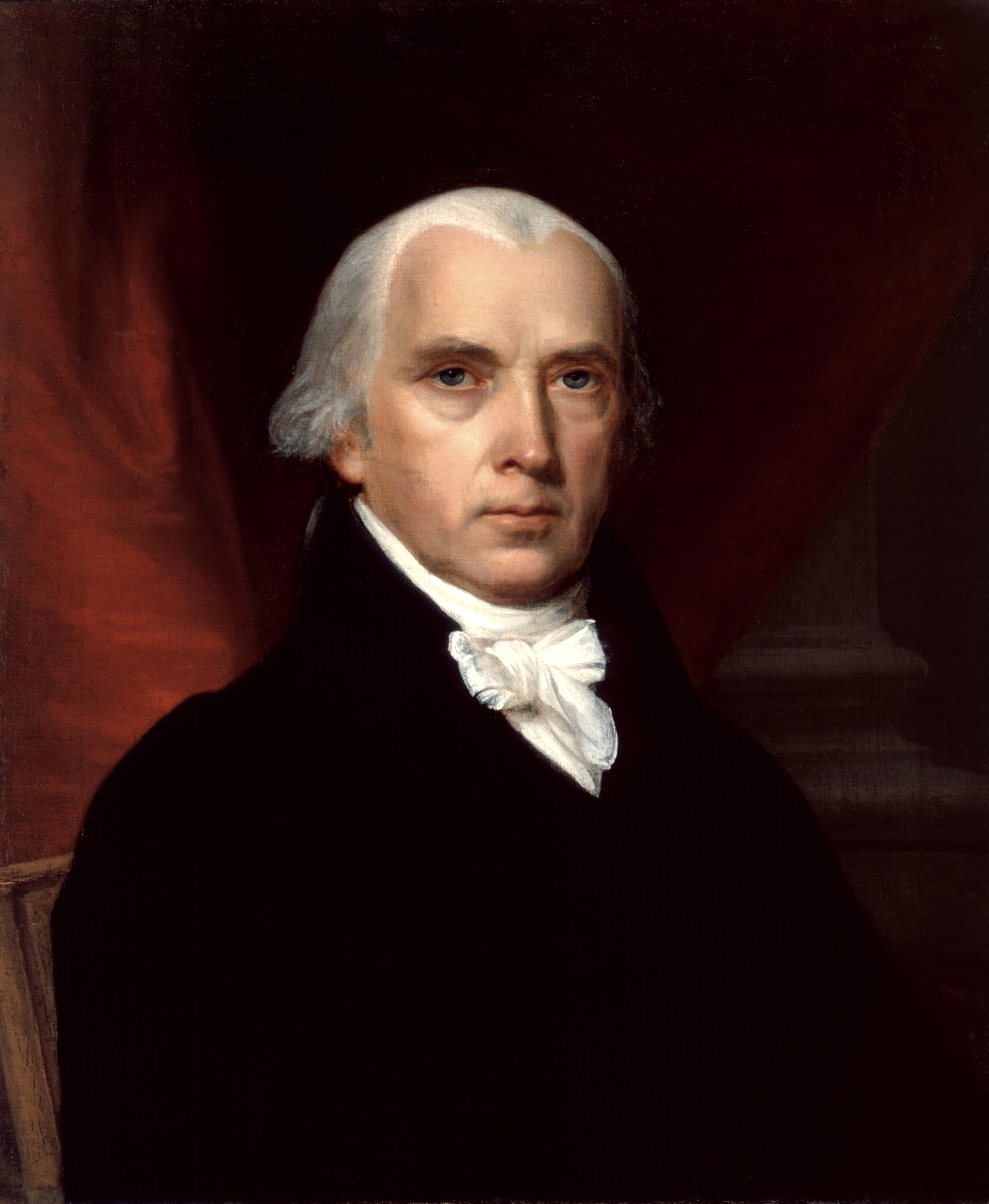
James Madison fu il secondo Rettore dell'Università della Virginia fino alla morte (1826-1836)

L'università fu resa indipendente dalla dottrina religiosa; le nuove fondazioni furono centrate su una biblioteca (ai tempi ospitata dalla The Rotunda) piuttosto che attorno ad una chiesa. Questa mossa la distinse dagli altri college del tempo che si proponevano, principalmente, quali seminari di una religione piuttosto che dell'altra. Jefferson tentò di scoraggiare l'insegnamento della religione anche in altri luoghi. In una lettera indirizzata a Thomas Cooper nell'ottobre 1814, Jefferson disse: "una cattedra di teologia non dovrebbe trovare posto nella nostra istituzione", ed infatti sotto la sua guida non venne mai inaugurata una facoltà o dipartimento di religione. Sostituendo gli standard religiosi dell'epoca, la University si specializzò in campi scientifici come astronomia e botanica. Una cappella, ovviamente assente dai piani originali di Jefferson, venne costruita nel 1890.
Nel 1826, il quarto presidente della nazione James Madison divenne rettore dell'Università della Virginia. La facoltà di Ingegneria e Scienze Applicate venne aperta nel 1836, il che la rende la più antica scuola di ingegneria degli Stati Uniti che sia collegata ad un'università.
Allo scoppio della Guerra di secessione americana, a differenza di molti altri college del sud, la University rimase aperta durante il conflitto. Nel marzo 1865 il generale dell'Unione George Armstrong Custer marciò con le proprie truppe su Charlottesville, dove docenti e comunità lo convinsero a risparmiare l'università. Nonostante l'esercito dell'Unione si fosse accampato presso il Lawn danneggiando molti dei padiglioni, gli uomini di Custer se ne andarono quattro giorni dopo senza aver sparso sangue e l'università fu in grado di riprendere le normali attività.
Nel 1904 Edwin Alderman rassegnò le dimissioni da presidente della Tulane University per ricoprire la stessa carica presso l'Università della Virginia. Come primo presidente avviò una serie di riforme che coinvolgevano l'università e, più in generale, l'intero sistema di educazione dello stato. Una di queste riforme permise alla University di avere il primo programma sponsorizzato di tutti i college e includeva un sistema di borse di studio per quegli studenti che non si potevano permettere di pagare la retta. La biblioteca di Alderman, un punto di ritrovo importante per gli studenti di oggi, è stata dedicata a lui.

## Il campus

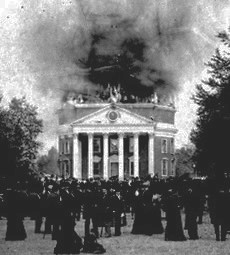
Il grande incendio del Rotunda, 1895

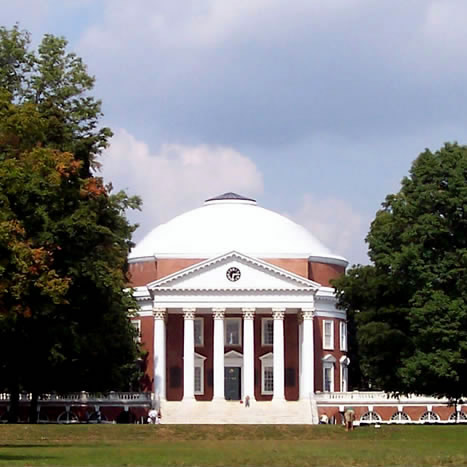
Il Rotunda

L'Università, insieme con la casa di Jefferson di Monticello, è stata nominata patrimonio dell'umanità, uno dei tre luoghi americani moderni ad aver avuto l'onore. Fu il primo campus al mondo ad essere inserito dall'UNESCO in questa lista.
Il progetto originale di Jefferson si sviluppava attorno a The Lawn, un grande parco verde, a terrazze, circondato dagli edifici accademici e residenziali. Egli lo chiamò "Academical Village", ed il nome viene usato per descrivere sia l'area del Lawn sia l'intera University che la circonda. L'edificio principale del progetto, The Rotunda, si trova sul lato nord del Lawn. È alto la metà del Pantheon di Roma, che ne ispirò la costruzione. Il Lawn e la Rotunda divennero un modello per altri progetti di università statali edificate attorno ad un'area verde centrale.
Disposti su entrambi i lati della Rotunda, per tutta la lunghezza del Lawn, si trovano dieci padiglioni contenenti i dormitori. Ognuno di loro è in stile classico, e possiede il proprio giardino cintato separato dagli altri grazie a muri jeffersoniani. Questi muri vengono chiamati "serpentine" a causa del loro andamento sinusoidale, in modo da renderli resistenti pur avendo lo spessore di un solo mattone.
Il 27 ottobre 1895 la Rotunda prese fuoco dalle fondazioni e subì l'intervento del docente William "Reddy" Echols che tentò di salvarla lanciando circa 45 kg di dinamite nel fuoco, nella speranza che l'esplosione separasse l'edificio in fiamme dalle strutture principali. I dirigenti universitari contattarono l'architetto Stanford White commissionandogli la ricostruzione della Rotunda. White ne approfittò per ridisegnarne gli interni; il nuovo edificio prevedeva l'esistenza di due soli piani (invece dei tre precedenti), ed aggiunse tre nuovi edifici al Lawn, eletti a residenza del Presidente. Evitò di ricostruire l'annesso della Rotunda, il quale venne ricostruito nel 1853 per ospitare nuove classi.

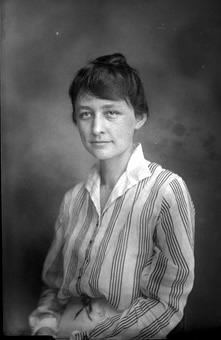
Georgia O'Keeffe (foto presa all'U.Va. - 1915) venne ispirata alla pittura durante una sessione estiva, ed in seguito divenne Assistente Tecnico per molti anni, prima di divenire una delle più famose moderniste del mondo

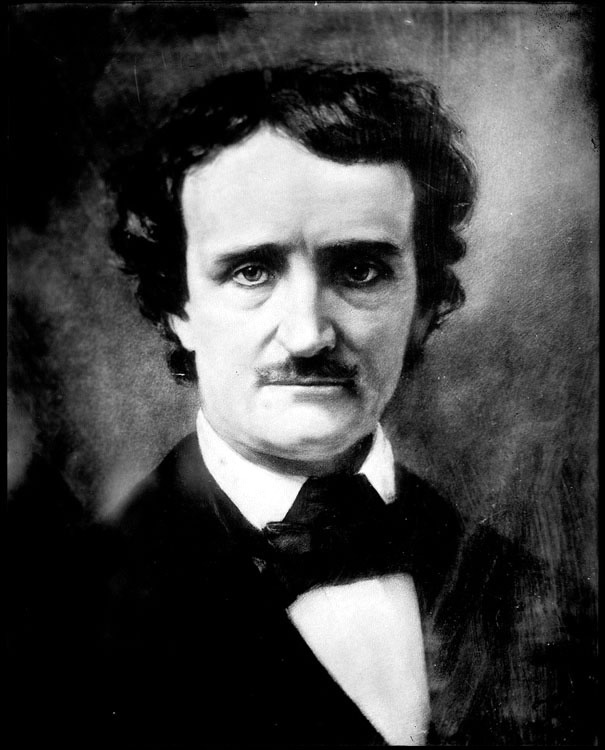
Edgar Allan Poe visse al Range durante la seconda sessione dell'University prima di abbandonare sommerso dai debiti

Durante il bicentenario degli Stati Uniti del 1976, le modifiche che Stanford White aveva apportato alla Rotunda vennero rimosse, e l'edificio riprese l'aspetto che Jefferson aveva previsto. Nel tentativo di ricordare Jefferson, l'inaugurazione di questa terza Rotunda avvenne il giorno della sua nascita, il 13 aprile 1976. Nonostante le nuove iscrizioni abbiano permesso lo sviluppo di nuove strutture nel Lawn, l'università continuava a distinguersi dall'originale Academical Village con due dormitori per gli studenti del primo anno, chiamati Old Dorms, situati su McCormick Road, ed i New Dorms, vicino allo Scott Stadium, situati entrambi all'interno del campus. Le aree per le matricole includono l'Hereford Residential College, l'International Residence College ed il Brown College at Monroe Hill.
Nel 2001 John Kluge donò 30 km² di terreno all'università. Il desiderio di Kluge era lo sviluppo dell'area centrale da parte dell'università, e la vendita dei terreni esterni al fine di finanziare una fondazione che si sarebbe occupata delle zone centrali. Buona parte della donazione venne venduta al musicista Dave Matthews per essere utilizzato come sede di un progetto di agricoltura biologica.
Ricevere una laurea dall'Università della Virginia significa guadagnarsela studiando, non è mai stata concessa una laurea honoris causa Questa regola venne istituita da Thomas Jefferson. Quando il Comitato della Virginia per l'Educazione tentò di ridiscuterla nel 1845, il professore William Barton Rogers difese la scelta di Jefferson..
Il sistema librario dell'università vanta cinque milioni di volumi. Il suo Electronic Text Center, fondato nel 1992, ha messo on-line 70.000 libri e 350.000 immagini.
L'Università della Virginia fa parte del consorzio che si occupa della costruzione e gestione del Large Binocular Telescope presso l'osservatorio internazionale del monte Graham sulle Pinaleno Mountains nel sud-est dell'Arizona. L'Università della Virginia ospita il quartier generale del National Radio Astronomy Observatory che gestisce il Green Bank Telescope in Virginia Occidentale ed il radio telescopio Very Large Array; l'ateneo ospita anche la Rare Book School, un'organizzazione no-profit che studia la storia dei libri e della stampa. Il centro scientifico nordamericano Atacama Large Millimeter Array si trova nel sito NRAO di Charlottesville.

## Struttura
- School of architecture
- College of arts and sciences
- Darden graduate school of business administration
- McIntire school of commerce
- School of continuing and professional studies
- Curry school of education
- School of engineering and applied science
- School of law
- School of medicine
- School of nursing
- Frank Batten school of leadership and public policy
- University of Virginia's college, campus distaccato a Wise

## Sport
Il programma sportivo dell'Università della Virginia fa parte della Division I-A e, dal 1953, è membro dell'Atlantic Coast Conference. I Virginia Cavaliers, detti anche "Wahoos" o "Hoos", hanno vinto 19 titoli nazionali. Virginia ha vinto titoli in cinque diversi sport, tre sport maschili (lacrosse, calcio e boxe) e due femminili (lacrosse e corsa campestre), inoltre possiede un titolo di atletica leggera. La nuova John Paul Jones Arena ha aperto alla fine del 2006 ospitando gare di basket maschile e femminile. Ha 15.219 posti a sedere.

## La vita nel campus
La vita degli studenti è segnata da numerose tradizioni. Il campus è noto con il termine di "the Grounds". Gli studenti del primo, secondo, terzo e quarto anno vengono invece chiamati first-, second-, third-, e fourth-years per riflettere l'idea di Jefferson secondo cui l'apprendimento è un processo senza fine. Di solito i professori vengono chiamati "signore" o "signora" (mister/mistress) piuttosto che "dottore" o "professore" per rispettare l'idea Jeffersoniana di uguaglianza, discriminando per merito e non per titolo.
Esistono alcune società segrete, le più importanti delle quali sono la Seven Society, la Z Society e l'IMP Society, le quali sono esistite per decenni, lasciando i loro segni sugli edifici del campus. Altre società sono l'Eli Banana, il T.I.L.K.A., il Purple Shadows, la Rotunda Burning Society.
Le società studentesche sono presenti fin dai primi anni del diciannovesimo secolo. La Jefferson Literary and Debating Society, fondata nel 1825, è la più antica organizzazione universitaria degli Stati Uniti, e la seconda organizzazione di letteratura greca della nazione. Prima della nascita delle fratellanze e della fama dello sport inter-universitario, queste società rappresentavano il fulcro della vita del campus. Molte fratellanze vennero fondate in seguito, comprese la Pi Kappa Alpha (1º marzo 1868) e la Kappa Sigma (10 dicembre 1869).
L'edificio che rappresenta la vita studentesca è il Newcomb Hall. Ospita lo Student Activities Center, in cui gruppi di studenti possono consultare i volumi, nonché organizzare riunioni. Molte delle pubblicazioni del campus vengono prodotte qui, ad esempio vi si trova la redazione dei due giornali studenteschi (The Declaration e The Cavalier Daily) ed il Consortium of University Publications. È anche la sede dell'University Programs Council, che utilizza i soldi raccolti dalle attività studentesche per organizzare eventi per la comunità. La Newcomb Hall comprende una sala per le cene, un teatro, una sala da ballo, una galleria d'arte e numerose stanze per la produzione di giornali e riviste.
La biblioteca principale è la Alderman Library nell'ambito di umanesimo e scienze sociali, con i suoi 10 piani di scaffali con molti angoli di studio. La Small Special Collections Library vanta una delle migliori collezioni di letteratura americana dello Stato, nonché una copia originale della Dichiarazione di indipendenza degli Stati Uniti. A partire dal 2006 l'Università e Google cooperano per la digitalizzazione di una selezione dei libri presenti nel sistema librario universitario.

### Il sistema d'onore
On my honor as a student, I have neither given nor received aid on this assignment/examination.
Sul mio onore di studente, non ho dato né ricevuto aiuto per questo compito/esame.
L'Università della Virginia ha un codice d'onore, formalmente noto come sistema d'onore (Honor System). Il codice d'onore è completamente a carico degli studenti e venne da questi creato nel 1840 dopo che un professore, nel tentativo di dividere una rissa tra due studenti, venne colpito da un'arma da fuoco. Gli studenti sono lady o gentiluomini, e ci si aspetta che si comportino da tali. Il sistema d'onore è formato da tre sole sentenze: uno studente non deve mentire, imbrogliare o rubare. Si estende a tutte le materie universitarie e personali, e la sola sanzione per una violazione è costituita dalle dimissioni ed il ritiro dall'ateneo.
Il Sistema d'onore permette al professore di fare cose tipo assegnare esami a tempo da svolgere a casa, e lo svolgimento di ricerche e studi in maniera particolare, con l'assicurazione che i vincoli per gli studenti verranno rispettati. Allo studente si richiede di firmare, per ogni esame, una dichiarazione come quella riportata a destra. Il sistema permette anche agli studenti di acquistare libri o altro materiale all'interno del campus, dietro la semplice promessa di pagare in futuro, e permette alla comunità di accettare la parola di uno studente anche nelle transazioni che coinvolgono figure esterne all'ateneo.

### Architettura
- (EN) Ihna Thayer Frary, Thomas Jefferson, Architect and Builder, Richmond, 1939.
- (EN) Frederick Doveton Nichols, Thomas Jefferson's Architectural Drawings, Boston, 1961.
- (EN) Kimball Fiske, Thomas Jefferson, Architect, Boston, 1916.
- (EN) Guido Beltramini e Fulvio Lenzo, Jefferson and Palladio, Milan, 2015.